# Sân bay Åre Östersund
Sân bay Åre Östersund Lưu trữ ngày 29 tháng 1 năm 2007 tại Wayback Machine (IATA: OSD, ICAO: ESNZ), tên trước đây là Sân bay Östersund-Frösön, là một sân bay nằm 11 km về phía tây của Östersund, Thụy Điển; và 94 km về phía đông của Åre, Thụy Điển. Sân bay này được khai trương năm 1958.
Đây là sân bay lớn thứ 9 ở Thụy Điển. Năm 2006, đã có 390.000 lượt khách thông qua.

## Các hãng bay theo lịch trình
Thời điểm tháng 10 năm 2007:
- City Airline (Gothenburg-Landvetter [theo mùa])
- Norwegian Air Shuttle (Stockholm-Arlanda)
- Nordic Regional (Luleå, Umeå)
- Scandinavian Airlines System (Stockholm-Arlanda)

### Các chuyến thuê bao
- Atlasjet (Antalya [theo mùa])
- Balkan Holidays (Bourgas [chỉ vào mùa Hè])
- bmi (London Heathrow [theo mùa])
- Bulgaria Air (Bourgas [chỉ vào mùa Hè])
- Helvetic Airways (Zürich [theo mùa])
- Nordic Leisure (Copenhagen [theo mùa], Stockholm-Arlanda [theo mùa])
- Severstal Aircompany (Moscow [theo mùa])